# 22701 Cyannaskye
22701 Cyannaskye è un asteroide della fascia principale. Scoperto nel 1998, presenta un'orbita caratterizzata da un semiasse maggiore pari a 2,2107822 UA e da un'eccentricità di 0,1261732, inclinata di 3,78852° rispetto all'eclittica.